# Tabata Amaral
Tabata Claudia Amaral de Pontes (São Paulo, 14 de novembre del 1993) és una politòloga, activista de l'educació i política brasilera. És diputada federal per São Paulo. Membre del Partit Democràtic Laborista, va ser la sisena candidata més votada en l'estat, amb 264.450 vots en les eleccions generals del Brasil de 2018. És cofundadora de les organitzacions polítiques Movimento Mapa Educação i Acredito.

## Trajectòria
És filla de María Renilda Amaral Pires, treballadora domèstica, i d'Olionaldo Francisco de Pontes, conductor d'autobús. Té un germà menor, Allan. Es van criar a Vila Missionária, un barri pobre situat a la Zona Sud de São Paulo, als afores de la ciutat. Va rebre la seva educació primària a les escoles públiques locals, on, en sisè grau, va participar amb dotze anys en l'edició de 2005 de la Olimpíada Brasileira de Matemàtica das Escolas Públiques (OBMEP). En la seva primera prova, va guanyar una medalla de plata.
Als 13 anys, a causa del seu bon rendiment acadèmic i després de rebre una medalla d'or en el OBMEP de 2006, va obtenir una beca completa en el Col·legi ETAPA, una escola privada de São Paulo, on va completar la seva educació secundària. En els anys següents va representar Brasil en les Olimpíades internacionals de química, astronomia i astrofísica. L'any 2012, es va oferir a Amaral l'admissió en sis prestigioses universitats dels Estats Units, i li van oferir una beca completa a totes elles: Universitat Harvard, Universitat Yale, Universitat de Colúmbia, Universitat de Princeton, Universitat de Pennsilvània i Institut de Tecnologia de Califòrnia, i a la Universitat de São Paulo.
Graduada en ciències polítiques i astrofísica per la Universitat Harvard, va representar Brasil en cinc competicions científiques internacionals. En la seva tesi, va elaborar una anàlisi política de les reformes educatives en els municipis brasilers, en el qual argumentava sobre l'expansió de l'accés a l'educació a Brasil en les dues últimes dècades com a resultat d'una reforma educativa federal, però la seva qualitat seguiria sent deficient segons els estàndards internacionals.
Amaral es va graduar amb tots els honors i va rebre per la seva tesi el Premi Kenneth Maxwell de Tesi d'Estudis Brasilers i el Premi Eric Firth al millor assaig sobre el tema dels ideals democràtics. Després de la seva graduació va tornar a Brasil per treballar en el seu activisme social. Ha estat també columnista de la Rádio CBN i de la revista Glamour.

## Carrera política

### Eleccions de 2018
Per a les eleccions generals de 2018, la seva campanya es va centrar principalment en l'educació. Va ser la sisena candidata més votada en l'estat de São Paulo, rebent 264.450 vots, presentant-se en les llistes del Partit Democràtic Laborista (PDT).

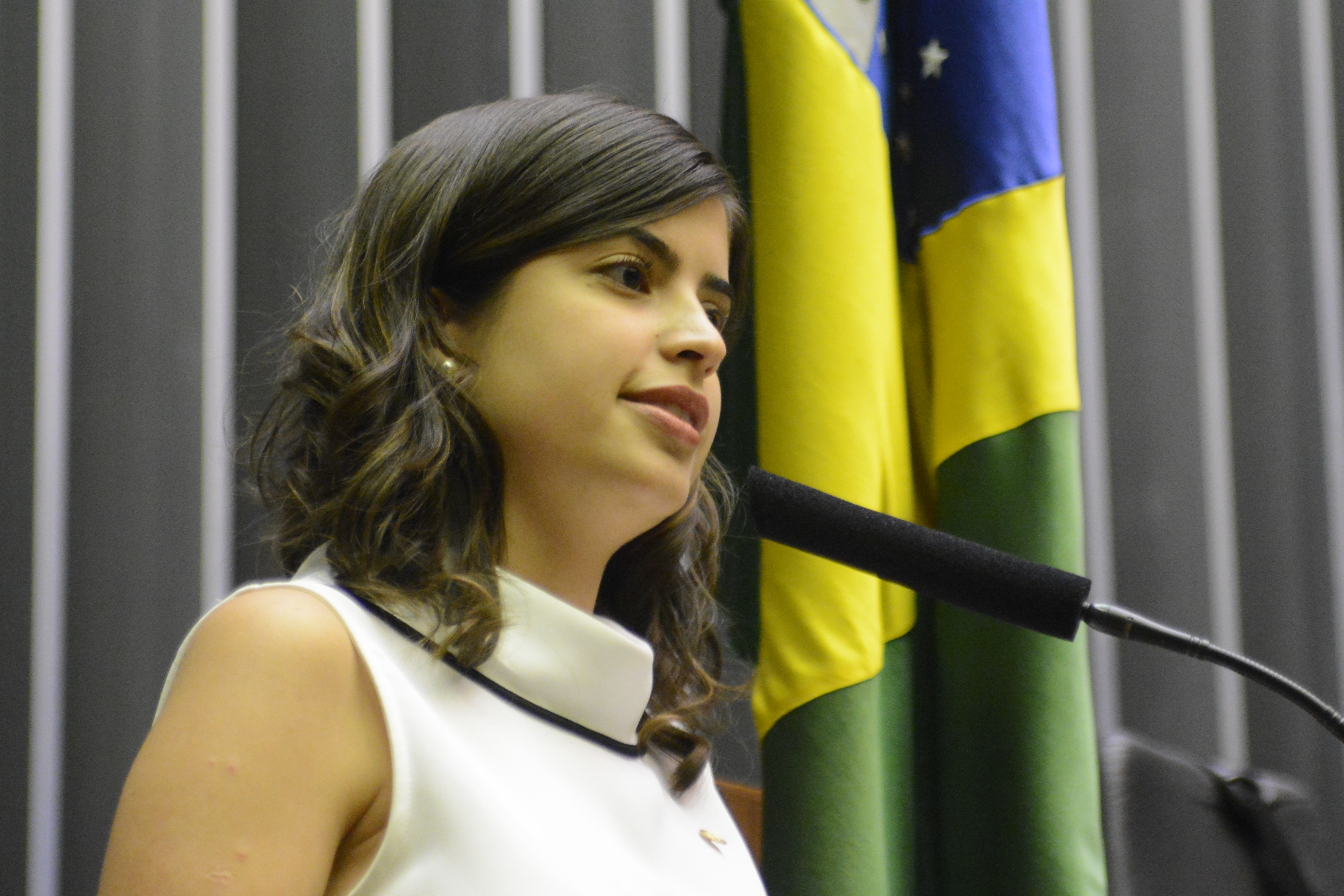
(2019)

### Diputada
Amaral va votar a favor de la reforma del sistema de seguretat social de la Previdència brasilera, que augmentaria l'edat de jubilació d'homes i dones, en contra de l'oposició de la PDT a la reforma. Aquest fet va provocar el rebuig del seu partit. Amaral va sol·licitar la baixa del partit, però va poder mantenir la seva acta de diputada, com no adscrita. En setembre de 2021 va anunciar la seva afiliació al Partit Socialista Brasiler (PSB), amb el qual optaria a la reelecció.

## Controvèrsies
El juliol de 2019, les revistes Veja i Exame van revelar que Amaral va contractar al seu nuvi colombià, Daniel Alejandro Martínez, per treballar en la seva campanya electoral del 2018. Segons el Tribunal Superior Eleitoral (TSE), Amaral va gastar 23.000 reals del fons de les eleccions públiques per pagar aquests serveis, que es van prestar entre agost i octubre del 2018. L'equip d'Amaral no va presentar els resultats dels serveis prestats per Martínez. En un altre cas, el Tribunal Federal Suprem del Brasil havia dictaminat que la contractació de parents o cònjuges amb fons electorals no constituiria cap irregularitat jurídica. No obstant això, aquesta pràctica ha generat nombroses crítiques de periodistes i ciutadans, que van qüestionar el compromís d'Amaral amb la integritat pública i la renovació de la política brasilera. La revista Veja va assenyalar la inconsistència de la posició d'Amaral, qui havia declarat anteriorment que "la renovació en la política no consisteix a canviar el nom de les coses o la cara en el poder, sinó en un canvi de pràctiques".

## Premis
- Va ser seleccionada per la BBC com una de les 100 dones més influents de l'any 2019[35]
- Va rebre el Time 100 Next de l'any 2019.[36]